# Dichelina seticauda
Dichelina seticauda is een eenoogkreeftjessoort uit de familie van de Dichelinidae. De wetenschappelijke naam van de soort is voor het eerst geldig gepubliceerd in 1968 door Stock.